# キアイダン00
『キアイダン00』（キアイダンダブルオー）は、1992年10月23日に日本テレネットからRIOTブランドで発売されたPCエンジンSUPER CD-ROM²用横スクロールシューティングゲームである。
企画・開発はアルファ・システム。

## 概要
ストーリー、システムの両面で1970年代ロボットアニメを意識した作りとなっている。ゲームは複数のステージに分割されており、1ステージがアニメの1話分に相当するように、ステージ前デモからシューティングシーンへと移る流れとなっている。各ステージの中盤、最後には敵ボスが待ち構えており、一定以上のダメージを与えた後は「必殺技」を使うことで敵ボスを倒すことが出来る（実は時間をかければ「通常弾」のみでも倒すことが可能。そのほうがスコアも稼げるが、時間がかかる分リスクも大きくなる。そして撃墜時の敵の散り際のセリフも変わる）。敵ボス出現までは強制横スクロールで、5種類の武器を選択しながら雑魚敵を倒し続けていく。途中の敵やボスなどは画面奥側から飛んでくる演出が入るなど、ひたすらアニメ的演出を重視しているのが窺える。
当時流行し始めていた「溜め」（ボタン長押しによるパワーショット）を「必殺技」として取り入れている点と、シューティングゲームでは珍しい「ハンマー」（棘付き鉄球）を武器として選択可能な点はあるが、それ以外は比較的オーソドックスなダメージ方式の横スクロールシューティングゲームである。しかし、プログラマーの一人がアーケードゲームのハイスコア記録で当時有名な人物であったこともあり、全般的に難易度はかなり高いと言える。
同様のロボットアニメを意識したシューティングゲームとしては7年後にプレイステーションで発売された『70年代風ロボットアニメ ゲッP-X』（1999年5月アローマより発売）が存在する。

## 設定

### ストーリー
西暦20XX年。マッドサイエンティスト ドクター・ギガガの世界征服作戦が始まった。彼が作り上げた軍団機甲獣軍団が地球を掌握せんと、人類に襲いかかる!! だが、神は人類を見捨てなかった。ギガガの元から逃げ出した天才科学者・佐倉博士が作り上げたスーパーロボットキアイダン00! そして佐倉博士の息子でキアイダン00のパイロット佐倉猛! 人類の未来は彼らに託された。行け! キアイダン00。叫べ佐倉猛!!

### 各話タイトル
ステージ攻略後に「次回予告」のアイキャッチが挿入される（主にステージのボス）など、アニメのテレビ番組のような体裁を取っている。予告ナレーションはギガガ役の郷里大輔が担当している。
- 第一話 見参!! 俺が無敵のキアイダン00!! の巻き
- 第二話 怒れ猛! フュードラーF2の悪魔の罠!! の巻き
- 第三話 生か死か!? 決戦!! 飛行要塞オーガ-!! の巻き
- 第四話 雪原の貴公子 オーロラJ4! の巻き
- 第五話 真紅の魔神! 地底のデスマッチ!! の巻き
- 第六話 待った無し! キアイダンVSメガバスター の巻き
- 第七話 翔べ 宇宙へ! この一撃に全てをかけろ!! の巻き

### キアイダン
| 名称       | キアイダンOO （キアイダンダブルオー）                                                                                |
| 型式番号   | OO |
| 開発       | 佐倉博士 |
| 製造       | 佐倉博士と仲間達 |
| 生産形態   | スーパーロボット（ワンオフ機）                                                                                       |
| 頭頂高     | 不詳 |
| 基本総重量 | 不詳 |
| 装甲材質   | 不詳 |
| 動力源     | グラビティ・ジェネレーター                                                                                           |
| 主な搭乗者 | 佐倉猛 |
| 武装       | - ナックル・バルカン - バーニング・ウェイブ - キアイ・トマホーク - エナジー・エレメンタル - グラビティー・スマッシュ |

キアイダン00は佐倉博士がギガガの地球征服作戦を阻止するために作り上げたスーパーロボである。そのため、機甲獣を超える戦闘能力を持たされている、最高馬力は200万馬力。装甲は堅牢その物のうえ、バリア機能もついておりある程度なら軽減も可能となる。追加オプションで宇宙での戦闘も可能となる。

### キアイダンの武装
またキアイダンは通常兵装にキアイを加えることによりパワーアップし、将軍の重機甲獣・ジョウのメガバスターG2・ギガガのキングギガガは前述通り。基本的にパワーアップ武器（必殺技）でなければ止めをさせない。
ナックル・バルカン

バーニング・ウェイブ

キアイ・トマホーク

エナジー・エレメンタル

グラビティー・スマッシュ

## 登場人物

### 正義の戦士
佐倉猛（17歳/身長173cm/体重60kg/天秤座/A型）
- 声 - 飛田展男
主人公。父・佐倉博士が作り上げたスーパーロボットキアイダン00（ダブルオー）のパイロット。
キアイダンに乗りドクターギガガと戦う。
好物は鶏の唐揚げ。嫌いな食べ物はグリーンピース。
趣味はTVゲーム・卓球。

佐倉博士
- 声 - 掛川裕彦
猛の父親でキアイダンの開発者。元々ドクターギガガの助手だったが、彼の野望に気づき命辛々逃げキアイダンを作り上げた。

菊地ありさ（16歳/身長・155cm/体重・？/牡牛座/A型）
- 声 - 萩森侚子
猛のガールフレンド。戦闘中はオペレートを勤める。
好物はケーキ・グレープフルーツ。嫌いな食べ物は鯖・ピーマン。
趣味は カラオケ・ボウリング。

### 機甲獣軍団
Dr.ギガガ
- 声 - 郷里大輔
地球支配のために機甲獣軍団と有機アンドロイド十二機甲将軍を作り上げた張本人。
好物はミルクティー・苦手な食べ物は烏龍茶。

ジョウ・ダグボーン（24歳/身長179cm/体重73kg/獅子座/A型）
- 声 - 広中雅志
ギガガの側近でスペシャルコマンダーの称号を持つ男。
愛機メガバスターGZを駆り猛とはライバル関係になる。
なお、スペシャルコマンダーの目的は二つで、一つはキアイダンOOの破壊、もう一つは機甲将軍の引き締め役の二つである。

#### 十二機甲将軍
機甲将軍ストーム

機甲将軍グラビトン

機甲将軍グラッシャー

機甲将軍パルザード

機甲将軍ゴルドバ

機甲将軍フラッシュ

機甲将軍ウェイブ

機甲将軍リスタル

機甲将軍ネガット

機甲将軍バーン

機甲将軍ルーサ

機甲将軍ギルガン

## 音楽

### 主題歌
オープニングテーマ
「キアイダン00の唄」
- 作詞：久保基史
- 作曲：ぴぽ森永
- 編曲：三好敏彦、近藤昭雄
- 歌：飛田展男
- 主題歌制作：湯浅稔（株式会社 A&K）
- MA：甲斐浩昭、高野豪、澤村宏志、佐々木俊也（株式会社 A&K）
- 録音スタジオ：タバック、ワンダーステーション、HALスタジオ

## 移植版
| No. | タイトル                                 | 発売日        | 対応機種        | 開発元 | 発売元   | メディア                  | 備考 | 出典        |
| --- | ---------------------------------------- | ------------- | --------------- | ------ | -------- | ------------------------- | ---- | ----------- |
| 1   | テレネット シューティング コレクションII | 2025年8月28日 | Nintendo Switch |        | エディア | ゲームカード ダウンロード |      | [ 1 ] [ 2 ] |

## スタッフ
- 企画・原作：久保基史
- ゲームデザイン：CM ひげぴん
- ゲームプログラム：野上真一
- ビジュアルプログラム：古賀薫
- ゲームグラフィック
  - スプライト制作：永田竜也
  - BG制作：可徳和隆、桜井たけし
  - 顔フォント：池松誠
  - キャラ・メカニック設定デザイン：久保基史
- ビジュアルグラフィック：岡田 おかでん 寛（岡田寛）、山本じゅんこ（山本純子）、朱雀 ズバッカー 螢、久富公志、横沼公理
- 題字：梅田健志
- キャラデザ・絵コンテ・原画：久保基史
- 音楽：ぴぽ森永（森永由美子）、猫乃あまえ♂、雄次吉川
- スペシャルサンクス：高木大輔、宮崎和久
- ディレクター：CMひげぴん
- プロデューサー：佐々木哲哉
- プロデューサー：小川史生
- ディレクター：ORI
- ビジュアル監修：牧由尚
- 音響進行：宮内信子
- マニュアル：馬上禎樹、大野（SUPRA）勝久、有限会社 メディア プラス、木村茂
- 宣伝企画：三浦智子
- 広告：吉岡たかを
- 広報：鈴木（BOW）正芳、三浦遊馬
- プロモーションVTR：株式会社チャンプ
- イラストレーション：開田裕治
- 制作監修：福島次郎、福島和行、福島雄二、阿部好延、福島孝
- キャスティング：古市利雄
- コーディネーター：菊地栄二、陶山博明
- 制作：株式会社 アルファシステム
- 販売・著作：日本テレネット

## 評価
ゲーム誌『ファミコン通信』の「クロスレビュー」では7・5・5・5の合計22点（満40点）、『月刊PCエンジン』では85・80・90・80・75の平均82点（満100点）、『マル勝PCエンジン』では6・8・8・6の合計28点（満40点）、『PC Engine FAN』の読者投票による「ゲーム通信簿」での評価は以下の通りとなっており、22.00点（満30点）となっている。また、この得点はPCエンジン全ソフトの中で161位（485本中、1993年時点）となっている。
| 項目 | キャラクタ | 音楽 | 操作性 | 熱中度 | お買得度 | オリジナリティ | 総合  |
| 得点 | 3.91       | 3.73 | 3.64   | 3.55   | 3.36     | 3.82           | 22.00 |